# Marjory Gordon
Marjory Gordon (10 de noviembre de 1931-29 de abril de 2015) fue una teórica y profesora estadounidense, que creó una teoría de valoración de enfermería conocida como patrones funcionales de salud de Gordon (Gordon's functional health patterns). fue líder internacional en esta área de conocimiento en enfermería. 
Fue la primera presidenta de la NANDA. Ha sido miembro de la Academia Americana de Enfermería desde 1977 y fue nombrada como una «Leyenda viviente» por la misma organización en 2009.
Fue profesora emérita de enfermería en el Boston College, en Chestnut Hill, Massachusetts, fue exalumna de la Escuela de Enfermería del Hospital Monte Sinaí. Obtuvo su licenciatura y máster en el Hunter College de la Universidad de la Ciudad de Nueva York, y su doctorado en el Boston College.
Falleció el 28 de abril de 2015 en la ciudad de Boston, Massachusetts.

## Obra
Es autora de cuatro libros, incluyendo Manual de diagnósticos enfermeros (Manual of Nursing Diagnosis), actualmente en su edición número doce. Sus libros aparecen en diez idiomas, en cuarenta y ocho países y seis continentes.
Ha contribuido significativamente al desarrollo de un lenguaje enfermero estandarizado. Su obra en este campo tiene implicaciones en la investigación, educación, evaluación y competencia, y el establecimiento de un núcleo de conocimiento enfermero basado en las evidencias. Este lenguaje también formará la base del componente enfermero en el registro médico electrónico.